# Villandry
Villandry és un municipi francès, situat al departament de l'Indre i Loira i a la regió de Centre – Vall del Loira. L'any 2007 tenia 1.097 habitants. A l'edat mitjana va portar el nom de Colombiers.

## Demografia

### Població
El 2007 la població de fet de Villandry era de 1.097 persones. Hi havia 396 famílies, de les quals 68 eren unipersonals (32 homes vivint sols i 36 dones vivint soles), 124 parelles sense fills, 172 parelles amb fills i 32 famílies monoparentals amb fills.
La població ha evolucionat segons el següent gràfic:
Habitants censats

### Habitatges
El 2007 hi havia 491 habitatges, 399 eren l'habitatge principal de la família, 74 eren segones residències i 18 estaven desocupats. 469 eren cases i 12 eren apartaments. Dels 399 habitatges principals, 338 estaven ocupats pels seus propietaris, 53 estaven llogats i ocupats pels llogaters i 7 estaven cedits a títol gratuït; 2 tenien una cambra, 29 en tenien dues, 52 en tenien tres, 108 en tenien quatre i 207 en tenien cinc o més. 306 habitatges disposaven pel capbaix d'una plaça de pàrquing. A 131 habitatges hi havia un automòbil i a 253 n'hi havia dos o més.

### Piràmide de població
La piràmide de població per edats i sexe el 2009 era:
| Homes | Edats   | Dones |
| ----- | ------- | ----- |
| 0     | 95 o +  | 4     |
| 0     | 90 a 94 | 8     |
| 16    | 85 a 89 | 12    |
| 4     | 80 a 84 | 8     |
| 12    | 75 a 79 | 8     |
| 36    | 70 a 74 | 12    |
| 12    | 65 a 69 | 8     |
| 8     | 60 a 64 | 20    |
| 16    | 55 a 59 | 16    |
| 40    | 50 a 54 | 28    |
| 24    | 45 a 49 | 36    |
| 28    | 40 a 44 | 20    |
| 48    | 35 a 39 | 48    |
| 40    | 30 a 34 | 56    |
| 44    | 25 a 29 | 28    |
| 4     | 20 a 24 | 16    |
| 20    | 15 a 19 | 16    |
| 16    | 10 a 14 | 20    |
| 36    | 5 a 9   | 48    |
| 40    | 0 a 4   | 36    |

## Economia
El 2007 la població en edat de treballar era de 693 persones, 553 eren actives i 140 eren inactives. De les 553 persones actives 525 estaven ocupades (267 homes i 258 dones) i 28 estaven aturades (9 homes i 19 dones). De les 140 persones inactives 55 estaven jubilades, 58 estaven estudiant i 27 estaven classificades com a «altres inactius».

### Ingressos
El 2009 a Villandry hi havia 391 unitats fiscals que integraven 1.078 persones, la mediana anual d'ingressos fiscals per persona era de 19.659 €.

### Activitats econòmiques
Dels 39 establiments que hi havia el 2007, 1 era d'una empresa de fabricació d'altres productes industrials, 10 d'empreses de construcció, 9 d'empreses de comerç i reparació d'automòbils, 2 d'empreses de transport, 7 d'empreses d'hostatgeria i restauració, 1 d'una empresa d'informació i comunicació, 1 d'una empresa immobiliària, 1 d'una empresa de serveis, 2 d'entitats de l'administració pública i 5 d'empreses classificades com a «altres activitats de serveis».
Dels 12 establiments de servei als particulars que hi havia el 2009, 1 era un taller de reparació d'automòbils i de material agrícola, 1 paleta, 1 guixaire pintor, 4 fusteries, 1 lampisteria i 4 restaurants.
Dels 2 establiments comercials que hi havia el 2009, 1 era una botiga de mobles i 1 una botiga de material de revestiment de parets i terra.
L'any 2000 a Villandry hi havia 23 explotacions agrícoles que ocupaven un total de 612 hectàrees.

## Equipaments sanitaris i escolars
L'únic equipament sanitari que hi havia el 2009 era un hospital de tractaments de mitja durada (seguiment i rehabilitació).
El 2009 hi havia una escola elemental.

## Poblacions més properes
El següent diagrama mostra les poblacions més properes.